# Cleome villosa
Cleome villosa là một loài thực vật có hoa trong họ Màng màng. Loài này được Gardner mô tả khoa học đầu tiên năm 1842.